# William Stokoe

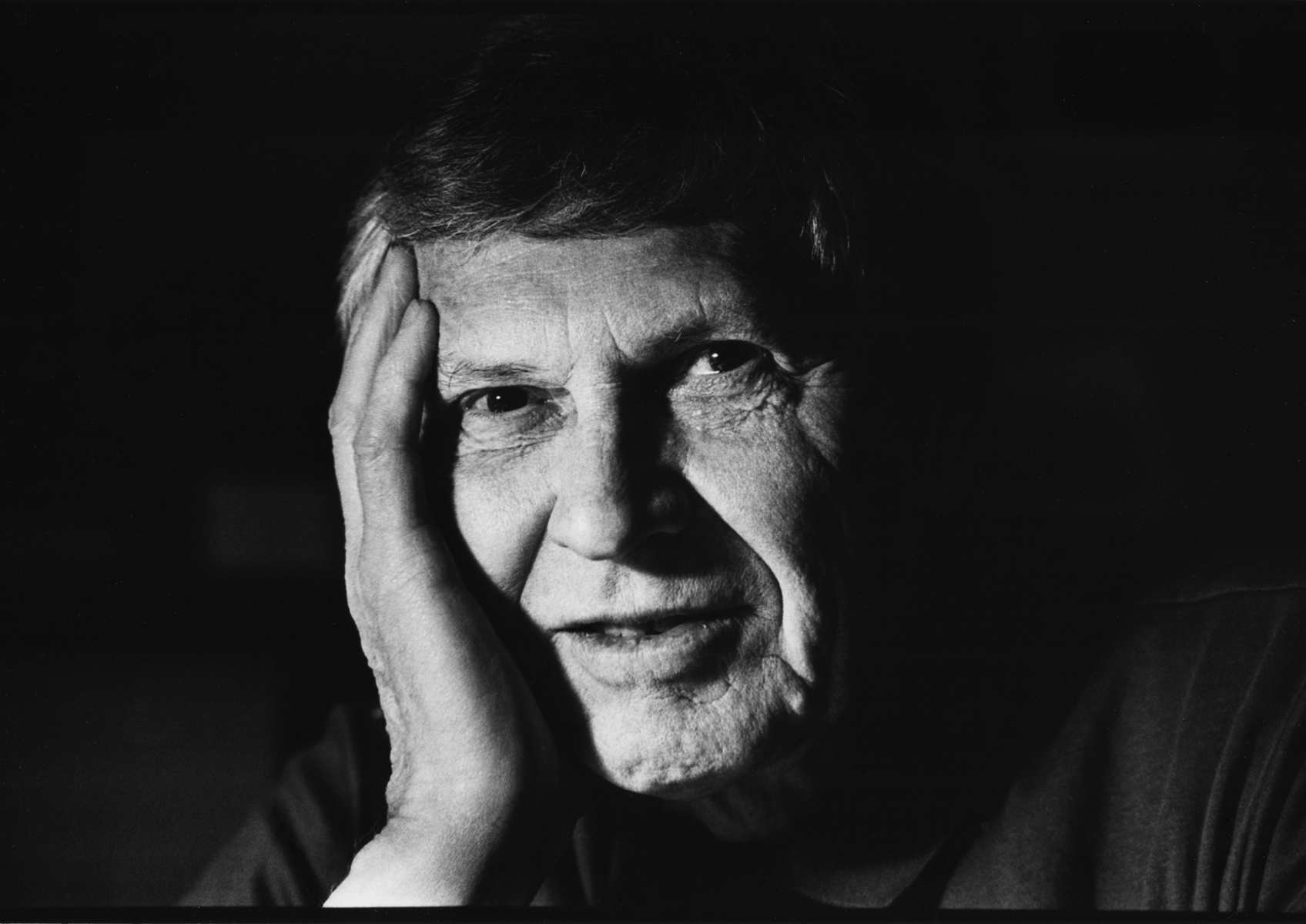
William Stokoe

William Clarence Stokoe, Jr. (* 21. Juli 1919 in Lancaster, New Hampshire; † 4. April 2000 in Chevy Chase, Maryland) war ein US-amerikanischer Linguist, der als Professor an der Gallaudet University für Gehörlose die Amerikanische Gebärdensprache (ASL) erforschte.
Er zeigte 1960 mit seinen Forschungen, dass ASL im Speziellen und Gebärdensprachen allgemein vollwertige Sprachen sind und markiert mit dieser Entdeckung den Beginn der modernen Gebärdensprachforschung. 1972 gründete er die Zeitschrift Sign Language Studies, die mit kurzen Unterbrechungen bis heute erscheint. 1996 wurde er zum Mitglied der American Academy of Arts and Sciences gewählt.
Stokoe entwarf eine Gebärdenschrift, die Stokoe Notation. Er ging dafür zunächst von den drei Parametern Handform, Ausführungsort und Bewegung aus. Die Handstellung vernachlässigte er. Für die Parameter Ausführungsort und Bewegung verwendete er ikonische Symbole aus der Linguistik. Die 19 Handformen sowie 12 Ausführungsstellen am Körper stellte er mit lateinischen Buchstaben oder Zahlen dar. Er verwendete die Zeichen gemäß dem Internationalen Phonetischen Alphabets. Diese Notationsform wurde neben ASL auch für andere Gebärdensprachen genutzt, hat sich aber nicht durchgesetzt, da nicht alle Handformen der Gebärdensprache gleich sind.

## Wichtige Veröffentlichungen
- „Sign language structure: An outline of the visual communication systems of the American deaf. Studies in linguistics: Occasional papers“ (No. 8); Buffalo: Dept. of Anthropology and Linguistics, University of Buffalo; 1960
- „Dictionary of American Sign Language on Linguistic Principles“; 1970; ISBN 0-932130-01-1
- „Gesture and the nature of language“ mit David F. Armstrong und Sherman E. Wilcox; Cambridge 1995; ISBN 0-521-46213-4
- „Language in hand : why sign came before speech“; Washington DC 2001; ISBN 1-56368-103-X

| Personendaten    | Personendaten                                                     |
| ---------------- | ----------------------------------------------------------------- |
| NAME             | Stokoe, William                                                   |
| ALTERNATIVNAMEN  | Stokoe, William Clarence Jr.                                      |
| KURZBESCHREIBUNG | US-amerikanischer Linguist, erforschte die American Sign Language |
| GEBURTSDATUM     | 21. Juli 1919                                                     |
| GEBURTSORT       | Lancaster, New Hampshire                                          |
| STERBEDATUM      | 4. April 2000                                                     |
| STERBEORT        | Chevy Chase, Maryland                                             |